# Rhyncomya paratristis
Rhyncomya paratristis är en tvåvingeart som beskrevs av Zumpt och Stimie 1965. Rhyncomya paratristis ingår i släktet Rhyncomya och familjen Rhiniidae. Inga underarter finns listade i Catalogue of Life.